# S.M.T.H.
S.M.T.H. (Send Me To Heaven, 「私を天国に送って」) はAndroidのスマートフォン用のアプリ。スマートフォンを高く投げた時の最高高度を測定する。
落ちてきた時にキャッチできないと、スマートフォンが破損する恐れがある。そのためiPhone用アプリ配布サイトのApp Storeはこのアプリをスマートフォンを破壊する恐れがあるとしてすぐに登録リストから除外した。Google Playでは現在も配布されている。

## アプリの仕様
チェコ出身のノルウェーアーティスト、ペトル・スワロフスキー（Petr Svarovsky）が設立したCarrot Pop社が開発した。このアプリについてペトル・スワロフスキーは、雑誌WIREDの取材に対して「元々のアイディアは、上流社会の人が見せびらかすために持つような高価な機器を投げた貰うことだった。皆さんにはできるだけ多くのIPhoneを破壊して貰いたい」と述べている。なお、このゲームの説明には、周囲に気を付けてプレイするように、プレイによって生じたケガや損害について開発者は責任を負いません、という注意書きが書かれている。
このアプリは、モバイルフォンの加速度計を利用しており、モバイルフォンに回転が加わると正しく高度を計測できない。そのため、説明書にはできるだけ回転させないように高く投げるよう書かれている。高いビルから落とすようなインチキをした場合にはエラーとなる。アプリは上昇時間と落下時間をそれぞれ計測しており、下降時間の方が長くなる場合にはエラーとなる。
また、アプリには「世界トップ10」「今週のトップ10」「今日のトップ10」「地域のトップ10」の記録を表示する機能がある。中には40メートルの記録を出した人がいるが、これはプレイヤーがスリングショット（パチンコ）を使ったことが分かっている。

## 評価・反応
アプリ作者のスワロフスキーによると、ノルウェーのオスロで開催された音楽フェスティバルで大々的に紹介された。参加者はこのアイディアに熱狂し、中にはアプリをダウンロードすることなくスマートフォンを投げ出す人もいた。
Appleは、iOSデバイスの破損助長を禁止するポリシーを理由に、「Send Me To Heaven」をApp Storeから除外した。一方、Google Playでは特にコメントなしで受け入れた。
ユーザーはこのアプリに概ね肯定的なレビューを残している。公式Facebookページでは、プレイヤーが挑戦した写真や動画を公開している。2013年のリリース直後の他、2017年にも一時的なブームとなった。
App Storeから除外されたため、このアプリが動作しているiPhoneは開発者スワロフスキーが持っている1台だけであり、スワロフスキーは猫の写真数枚などの特典を付けた上でEtsyで3万ドル、Saatchi Artで10万ドルで売りに出されている。

## 類似のアプリ
- I Am Rich（英語版） - 何の機能も持たないiPhone用のアプリであり、2008年に999.99ドルで販売された。App Storeは翌日に登録から削除。英語版ウィキペディアで珍項目になっている。

## 関連文献
- Allain, Rhett (8 August 2013). "How High Can You Toss Your Phone?". WIRED. An overview of the mathematics involved in calculating the maximum height of a phone as it is thrown into the air.